# Ornéus
Dans la mythologie grecque, Ornéus (en grec ancien Ὀρνεύς / Ornéús) est un membre de la famille royale d’Athènes, fils d’Érechthée et père de Pétéos. Il a donné son nom à une ville d’Argolide, Ornéia, qui est notamment citée dans le catalogue des vaisseaux d’Homère.

## Sources
- Pausanias, Description de la Grèce [détail des éditions] [lire en ligne] (II, 25, 6 ; X, 35, 8).
- Plutarque, Vies parallèles [détail des éditions] [lire en ligne] (Thésée, 32).
- Eusèbe de Césarée, Chronique.
- Eustathe de Thessalonique, Commentaire de l’Iliade (II, v. 571).